# Гилокомиум блестящий
Гилокомиум блестящий, гилокомий, также ступенчатый мох (лат. Hylocomium splendens) — вид мха семейства Гилокомиевых, широко распространённый в лесах северного полушария, также часто обнаруживается в горных местностях.

## Описание
Двудомный листостебельный мох, образовывающий «этажи» от 10—20 см в высоту, что интересно, рост новой ветви начинается сразу же с середины прошлой ветви, которая чаще всего, приобретает красновато-бурый оттенок, с помощью данной особенности можно оценить возраст мха, подсчитав сами «этажи». Также данная особенность помогает мхам этого вида «карабкаться» по остальным мхам или лесным остаткам, упавшим на него.

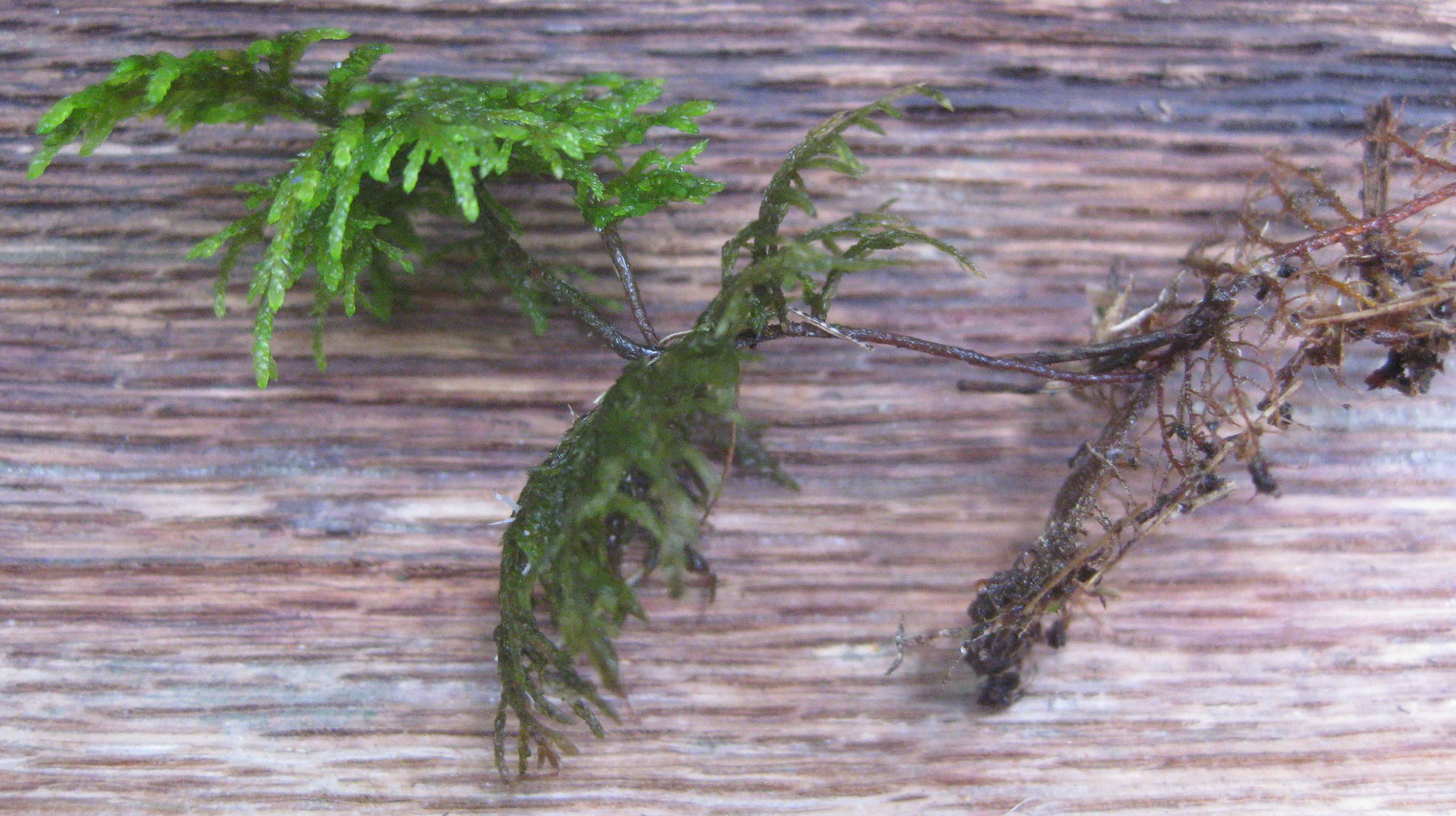
Пример «этажей»

Побеги мха имеют оливково-зелёный оттенок, при попадании света дают глянцевое отражение. В высоту составляют 5—10 см.
Стебель имеет коричневатый цвет, к верхушке расходится на несколько боковых ветвей. Боковые ветви дуговидно изогнуты, из-за чего создаётся схожесть с некоторыми видами папоротников.
Листья расположены на боковых ветвях, плоские, перистые по форме.
Коробочка яйцевидная, наклонённая, располагается на ножке красноватого оттенка длинной около 5 см.
Имеет схожесть в строении с некоторыми другими видами мхов, такими как Плевроциум и Птилиум.

## Распространение
Широко распространён в Европе, Северной Америке, также в Восточной Африке , Австралии с Новой Зеландией. В частности большие популяции имеются в России, Канаде и Аляске. Чаще всего встречается именно в странах с умеренным климатом.

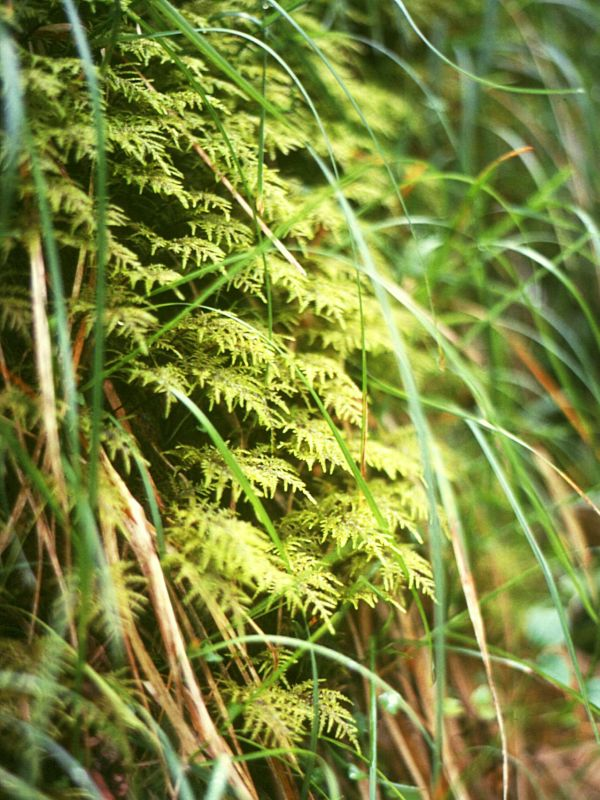
Гилокомиум на возвышенности

## Экология
Чаще всего встречается в слабо освещённых, влажных лесных подстилках почти любого типа лесов, но по большей части предпочитает именно сосновые. Также часто любит образовывать заросли на гумусе, гниющей древесине. Имеет другое распространённое название «Горный папоротник» из-за того, что часто может облюбовать и более гористые местности. В таких случаях часто обнаружим на склонах, набитых почвой. Имеет способность развиваться на деревьях на подобии эпифитам, прикрепляясь к стволу дерева. Является очень чувствительным, так как показано по некоторым экспериментам моделирующим глобальные изменения с увеличением запасов питательных веществ и потеплением, резкая смена температуры или количества доступных питательных веществ может оказать негативное влияние на рост мха данного вида. Также имеется особенность, что растения, растущие Южнее, более большие по размеру и имеют большее количество «ступеней», а те, что растут Севернее, в различных Арктических тундрах, наоборот, имеют меньшее количество ступенек и более малый размер.

## Использование
Имеет коммерческое использование как декорация на цветочных выставках и для облицовки ящиков с фруктами. В прошлом использовался в качестве напольного покрытия для грязных полов и украшением на дамских шляпах. На Аляске и в Северной Канаде по сей день используется для заполнения щелей в бревенчатых хижинах. В медицине используется как препарат со антибактериальными свойствами, содержит противоопухолевые вещества.